# Ferran IV de Toscana
Ferran IV de Toscana (Florència 1835 - Salzburg 1908). Gran Duc de Toscana des del mes de juny de 1859 i fins al març de l'any 1860 i gran duc in jure des del 1860 fins a la seva mort el 1908.
Nascut a la ciutat de Florència, capital del Gran Ducat de Toscana, el dia 10 de juliol de l'any 1835 essent fill del gran duc Leopold II de Toscana i de la princesa Antonieta de Borbó-Dues Sicílies. Net per via paterna del gran duc Ferran III de Toscana i de la princesa Lluïsa de Borbó-Dues Sicílies i per via materna del rei Francesc I de les Dues Sicílies i de la infanta Maria Isabel d'Espanya
El dia 24 de novembre de l'any 1856 es casà a Salzburg amb la princesa Anna Maria de Saxònia, filla del príncep Maximilià de Saxònia i de la princesa Carolina de Borbó-Parma. La parella tingué una única filla:
- SAIR l'arxiduquessa Maria Antonieta d'Àustria-Toscana, nada a Florència el 1858 i morta a Canes el 1883.

Anna Maria de Saxònia morí a Nàpols el dia 10 de febrer de 1859, a l'edat de 23 anys. Ferran es tornà a casar el dia 11 de gener de 1868 a Frohsdorf (Àustria) amb la princesa Alícia de Borbó-Parma, filla del duc Carles III de Parma i de la princesa Lluïsa de França. La parella tingué deu fills:
- SAIR l'arxiduc Leopold Ferran d'Àustria-Toscana, nat el 1868 a Salzburg i mort el 1935 a Berlín. Es casà en primeres núpcies amb Wilhelmine Abramovic de qui es divorcià el 1907 per casar-se en segones núpcies amb Maria Ritter de qui també es divorcià i finalment es casà amb Clara Gröger.

- SAIR l'arxiduquessa Lluïsa d'Àustria-Toscana, nada Salzburg el 1870 i morta a Brussel·les el 1947. Es casà amb el rei Frederic August III de Saxònia de qui es divorcià l'any 1903 per casar-se amb Enrico Toselli.
- SAIR l'arxiduc Josep Ferran d'Àustria-Toscana, nat a Salzburg el 1872 i mort a Viena el 1942. Es casà morganàticament amb Rosa Kaltenbrunner el 1921 i de qui es divorcià el 1928 per casar-se amb Gertrud Tomanek.
- SAIR l'arxiduc Pere Ferran de Toscana, nat a Salzburg el 1874 i mort a Saint-Gilgen (Suïssa) el 1948. Es casà l'any 1900 amb la princesa Maria Cristina de Borbó-Dues Sicílies.
- SAIR l'arxiduc Enric d'Àustria-Toscana, nat a Salzburg el 1878 i mort a Salzburg el 1969. Es casà amb Karolina Ludescher.
- SAIR l'arxiduquessa Anna Maria d'Àustria-Toscana, nada a Lindau el 1879 i morta a Baden-Baden el 1961. Es casà amb el príncep Joan de Hohenlohe-Bartenstein.
- SAIR l'arxiduquessa Margarida d'Àustria-Toscana, nada a Salzburg el 1881 i morta a Schwertberg el 1965.
- SAIR l'arxiduquessa Germana d'Àustria-Toscana, nada a Salzburg el 1884 i morta a Schwertberg el 1955.
- SAIR l'arxiduquessa Agnès d'Àustria-Toscana, nada a Salzburg el 1891 i morta a Schwertberg el 1945.
- SAIR l'arxiduc Robert d'Àustria-Toscana, nada a Salzburg el 1885 i mort a Salzburg el 1895.

El mes de juny de l'any 1859 una incursió militar de les tropes piamonteses sobre el territori del Gran Ducat de Toscana obligà a la família gran ducal a fugir del país i refugiar-se a Àustria. A partir del mes de juny s'instaurà sobre el territori del Gran Ducat, així com del Ducat de Parma i del Ducat de Mòdena, una administració provisional del Regne de Sardenya.
Dies després, el gran duc Leopold II de Toscana abdicà del tron gran ducal en favor del seu fill primogènit que adoptaria el nom de Ferran IV de Toscana. Establert a Roma, Ferran accedí a un tron sobre el qual no exercia cap classe de control. El mes de març de l'any 1860 la població toscana decidí a través d'un referèndum incorporar-se al Regne d'Itàlia, d'aquesta manera desapareixia el Gran Ducat de Toscana que tenia més de 300 anys d'història.
A partir d'aquell moment, la família gran ducal s'establí a Salzburg sota la protecció de l'emperador Francesc Josep I d'Àustria. Ferran moriria a Salzburg l'any 1908.